# Lễ Chúa Nhật
Lễ ngày Chúa Nhật (hay còn gọi là Lễ Chúa Nhật) là ngày lễ của người Công giáo được cử hành vào đúng ngày Chủ nhật hằng tuần (trong trường hợp đặc biệt có thể cử hành vào chiều ngày thứ bảy trước đó). Lễ này rất quan trọng đối với người Công giáo và họ không được phép bỏ bất kỳ một ngày lễ nào nếu không vì lý do chính đáng.